# بویز پلنت
بویز پلنت (کره‌ای: 보이즈 플래닛؛ انگلیسی: Boys Planet) یک برنامه واقع‌نمای رقابتی ساخته‌شده توسط ام‌نت است. این برنامه از ۲ فوریه ۲۰۲۳، پنجشنبه‌ها ساعت ۲۰:۰۰ (کی‌اس‌تی) از ام‌نت پخش شد. از ۱۶ فوریه ۲۰۲۳، زمان پخش برنامه به ساعت ۲۰:۵۰ (کی‌اس‌تی) تغییر پیدا کرد.
۹۸ شرکت کننده از میان هزاران متقاضی با پیشینه‌های مختلف برای حضور در این برنامه انتخاب شدند. آنها به دو گروه مساوی تقسیم شدند: کی گروپ (K-Group) و جی گروپ (Global-Group).
در طی پخش زنده قسمت فینال، نه نفر نهایی که به عنوان اعضای گروه زیروبیس‌وان فعالیت خود را آغاز کردند، معرفی شدند.
این برنامه دنبالهٔ گرلز پلنت ۹۹۹ است که اینبار شرکت کننده‌های پسر در آن حضور پیدا کردند.

## عوامل
- استار مستر
  - هوانگ مین-هیون، عضو سابق نوایست و وانا وان[۴]
  - سونمی[۵]
  - یو جین گو[۶]
  - لی مین-هیوک، عضو بی‌توبی[۷]
  - کی، عضو شاینی[۸]
  - جوکوان، عضو توای‌ام[۹]
  - جون سومی[۱۰]
  - کیم جه-هوان، عضو سابق وانا وان[۱۱]

سایر مربیان:
- دنس مستر
  - بک کو یونگ
  - چوی یونگ جون
  - لیپ جی
- وکال مستر
  - هئو سول-جی
  - لی سوک هون
  - لیم هان بیول
- رپ مستر
  - پی‌اچ وان
  - لیل بوی
  - بابی